# Patelle
Taxons concernés
Patelle est un mot ambigu  en français, servant à désigner diverses espèces de gastéropodes ayant généralement une coquille de forme grossièrement conique et vivant sur les estrans rocheux. D'origine savante, le terme « patelle » a eu autrefois une signification plus large que de nos jours. Il tend aujourd'hui à supplanter les appellations vernaculaires locales ou régionales (« arapède » en Méditerranée, « birinic », « bernique » ou « brenique » en Bretagne, « jambe » en Charente-Maritime ...) désignant, avant tout, les espèces comestibles du genre Patella.

## Dénominations

### Nomenclature
Par analogie de forme, l'animal emprunte son nom à la patella des Romains, sorte  de coupe utilisée pour les libations aux dieux. Le terme patelle en français est un emprunt savant au latin au XVe siècle qui s'est substitué aux différentes appellations régionales.
On trouve pour la première fois patella dans son sens zoologique sous la plume de Théodore de Gaza, traducteur d'Aristote, au XVe siècle. Ce terme est ensuite repris par Pierre Belon en 1555 puis par Guillaume Rondelet en 1558. Ce dernier ne mentionne patella que par référence aux écrits de Théodore de Gaza ; il donne par ailleurs quelques appellations vernaculaires (Provence & Languedoc, lapedo ; Venise, pantalena) et considère que le nom français est œil de bouc. Cependant, le mot le plus généralement connu en Normandie (et encore utilisé dans la Manche) est flie (variantes fllie, flliée), mot issu de l'ancien scandinave *fliða (cf. féroïen fliða, anglais du Yorkshire flidder, Île de Man flitter),, ainsi que lampotte en pays de Caux, cf. anglais limpet. 
Comme souvent, c'est Carl von Linné qui, en 1758, officialise le nom de genre Patella. À l'époque, les conchyliologistes français désignaient le plus souvent ces mollusques sous le nom grec de lépas (λεπάς). Le nom de genre inauguré en latin par Linné sera vite adopté et francisé et « patelle » fera son entrée dans le Dictionnaire de l'Académie française, dans un premier temps comme synonyme de « lépas », dès l'édition de 1762 , puis comme vedette de renvoi à partir de 1798 .
Classiquement, la définition purement morphologique du genre Patella tel qu'il avait été conçu par Linné était très large. Elle permettait d'y inclure de nombreuses espèces appartenant à des groupes dont certains sont aujourd'hui considérés comme très éloignés. C'est par exemple le cas des siphonariidés ou des ancyles qui appartiennent au groupe des basommatophores. On y trouvait aussi les représentants de la famille des crépidules. Au total, en ne considérant que les espèces européennes, les Patella de Linné se répartissent aujourd'hui dans sept familles parfois très différentes.
Tout aussi classiquement, ce sont Jean-Guillaume Bruguière et Jean-Baptiste de Lamarck qui, à la charnière des XVIIIe et XIXe siècles, ont le plus contribué à la clarification de la situation.

### Autres appellations vernaculaires
La patelle est aussi appelée arapède, brennig, brenique, bernique, bernicle, bernache, chapeau chinois, jambe, lampote, flie, ormet.

## Biologie

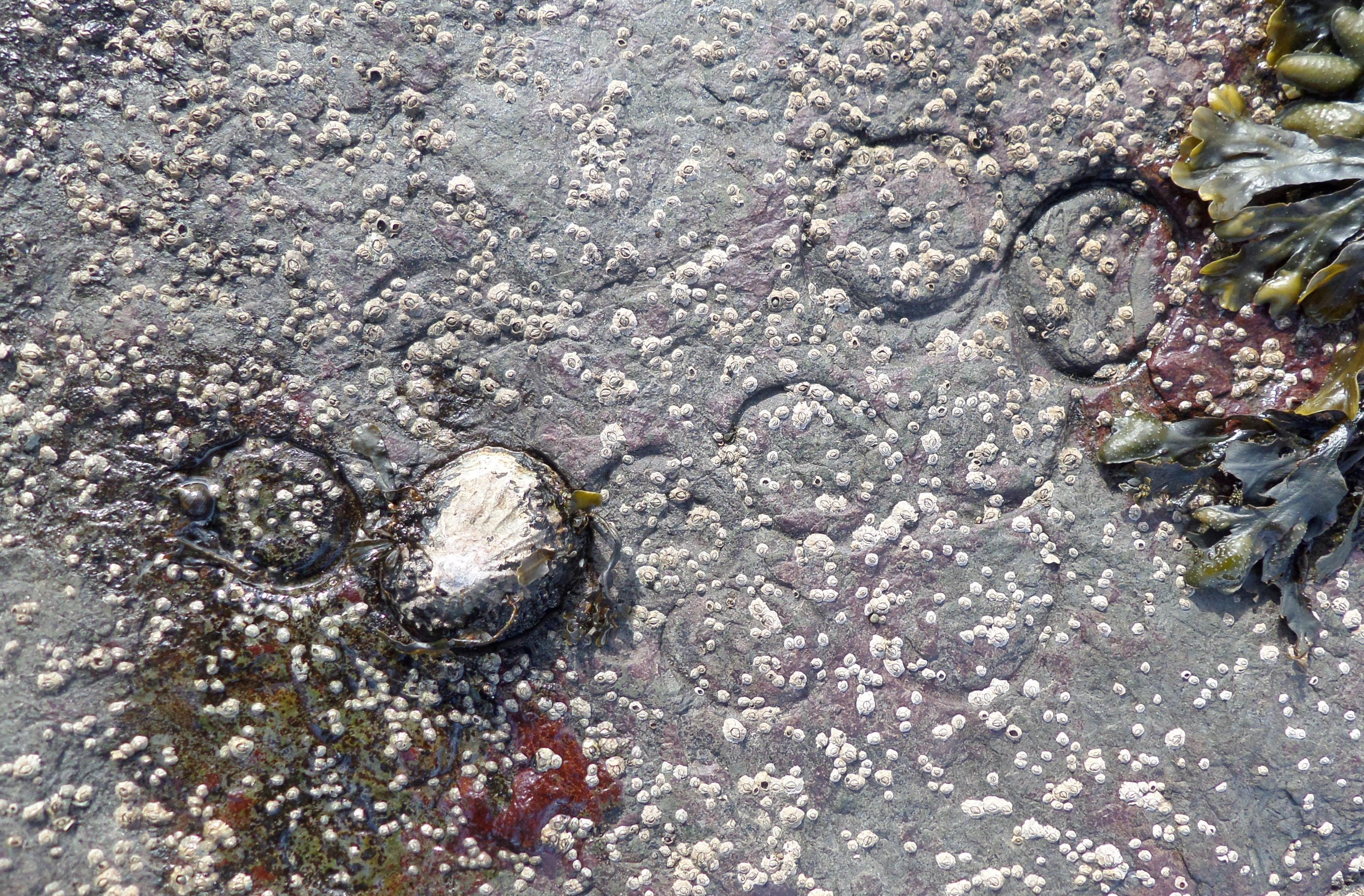
La patelle se fixe au substrat rocheux en provoquant un frottement de la coquille contre le support, ce qui fait apparaître sur les supports lisses une cicatrice d'abrasion.

Les patelles sont des animaux peu mobiles qui passent l'essentiel de leur temps, principalement pendant les marées hautes diurnes et les marées basses nocturnes, à brouter les micro et macroalgues qui poussent sur les rochers de l'estran. Elles peuvent aussi exploiter les algues des laisses de mer, ce qui explique qu'elles peuvent présenter une croissance rapide sur des rochers apparemment dépourvus de toute végétation,. Ils sont solidement fixés sur ce substrat en formant une ventouse. Leur mode de vie les soumet à un changement radical de milieu de vie : à chaque marée basse, ils se retrouvent totalement émergés. Les patelles sont équipées de branchies qui leur permettent de respirer dans l'eau de mer, mais ne disposent pas d'organes permettant une respiration aérienne. Elles pratiquent le homing (« retour au gîte », c'est-à-dire à un site refuge « attitré ») : elles quittent leur logette creusée dans le
substrat rocheux pendant plusieurs heures puis y retournent en se fixant fortement au  grâce à leur fort pied musclé et les indentations de la coquille qui s'adaptent exactement au relief du rocher. Cela emprisonne de l'eau dans leur cavité palléale qui renferme les branchies. Ce volume d'eau est suffisant pour leur permettre de survivre à l'émersion à marée basse. Le homing est également un moyen de défense efficace contre les prédateurs (principalement les crabes et les oiseaux).
En février 2015, des chercheurs de l'Université de Portsmouth en Angleterre ont publié une étude démontrant que le matériau constituant les dents de l'animal possède une structure plus solide encore que celle de la toile d'araignée, détrônant ainsi cette dernière de sa place de matériau terrestre naturel le plus résistant.

## Alimentation

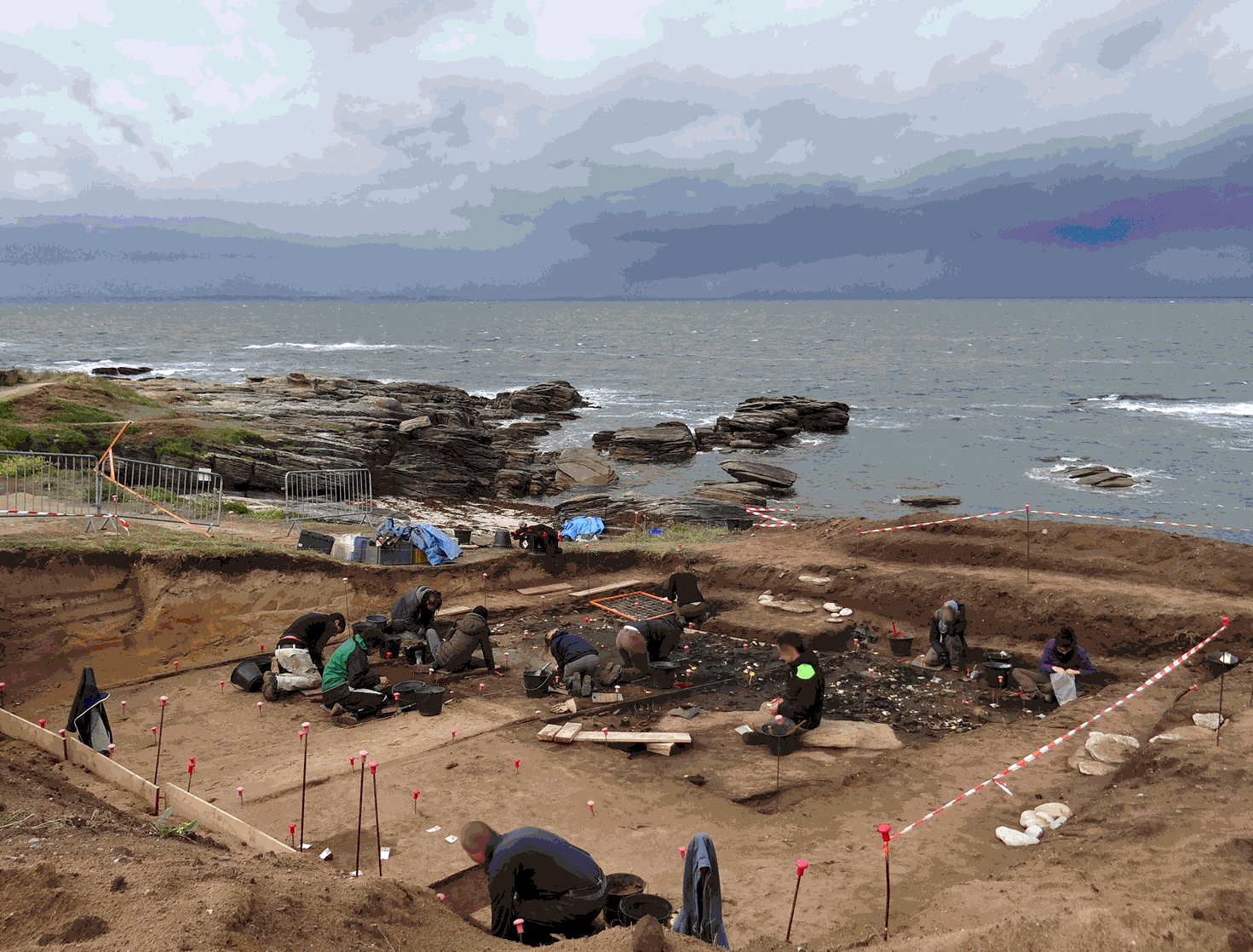
Des amas coquilliers riches en patelles ont été mis au jour sur le site préhistorique de Beg-er-Vil. La couche archéologique de ce site a également livré des galets biseautés qui ont pu servir à décoller ce coquillage.

Dès la préhistoire, les populations côtières exploitent toute la frange littorale pour pêcher et consommer des patelles (Patella ulyssiponensis, Patella intermedia, Patella vulgata), comme l'attestent les nombreux amas coquilliers datés du Mésolithique. Des fouilles ont également révélé l'importance de ce coquillage dans l'alimentation des populations gauloises, médiévales et modernes. Fréquemment méprisées de nos jours, les patelles ont pu nourrir des populations en période de disette (par exemple durant la Seconde Guerre mondiale, sur les côtes armoricaines où leur surconsommation est la cause principale de leur rareté sur les côtes à la fin du conflit). La grande cuisine peut offrir aux consommateurs l'occasion d'un revirement culturel positif
La patelle (ou arapède) peut être consommée crue (avec du jus de citron ou de la vinaigrette); poêlée dans du beurre ou cuite au four avec une persillade. Autour de la Méditerranée, elle se consomme sous forme de soupe, en escabèche, à la provençale. En Bretagne, elle se consomme sous forme de pâtée, en ragoût ou encore crue avec une tartine de pain-beurre.